# Трабзон (вілаєт)
41°00′00″ пн. ш. 39°44′00″ сх. д. / 41° пн. ш. 39.733333333333° сх. д.

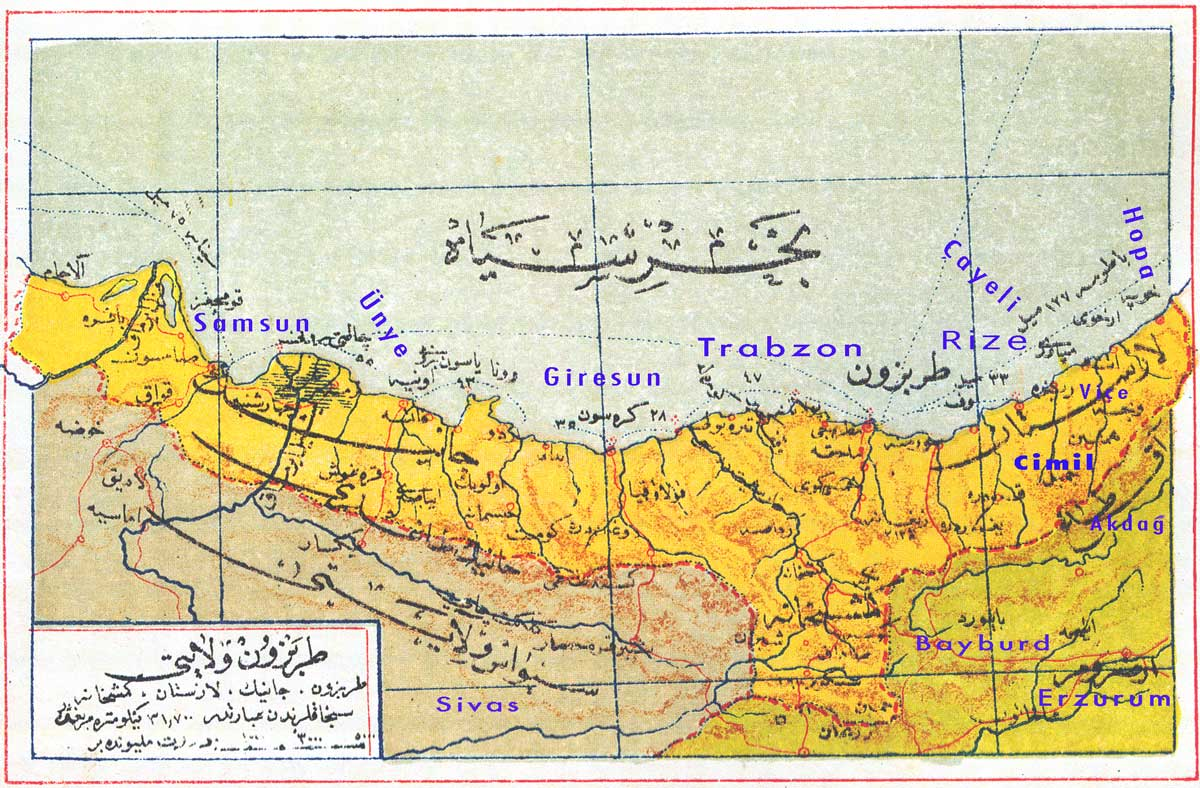
Мапа провінції Трабзон. Османська імперія

Провінція Трабзон (зел.) на контурній мапі Османської імперії

Вілаєт Трабзон розміщувався на північному сході Османської імперії, на південному узбережжі Чорного моря. Площа провінції — 32 400 км².

## Історія
У 1867 в рамках реформ часів Танзімату еялет Трабзон було перетворено на Трабзонський вілаєт.

### Геноцид понтійських греків за Першої світової війни
У 1914 вілаєт відігравав важливу роль в забезпеченні та пересуванню військ під час Першої світової війни. землія Трабзонського вілаєту проходив Кавказький фронт.
У 1915—1916 в вілаєті османський уряд організував знищення понтійських греків. Тоді загинуло більше 140 000 осіб.
У 1916 російські війська зайняли Трабзон й більшу частину вілаєту.
У 1917 вслід за захоплення влади більшовиками в Росії почався відхід Російських військ. Понтійські греки організували партизанський спротив туркам, що знову зайняли Трабзон. 1918 році відбулася капітуляція Османської імперії перед Антантою.

### Понтійська республіка (1919-1921)
У 1919 оголошено Республіку Понту, яку ніхто не визнав. Її столицею стало місто Трабзон. Планувалося утворити Понтійсько-Вірменську федерацію з огляду на кількість вірмен та понтійських греків мешкало в колишньому Трабзонському вілаєті.
Втім у 1920 військо Турецької республіки (утворена з вілаєтів Анкара, Конья, Кастиамону) перейшло у наступ проти Греції на заході та Франції на півдні.
Після перемог у 1921 почався наступ на Трабзон, який невдовзі було захоплено. Слідом за цим за наказом мустафи Кемаля влаштовано різанину понтійських греків (в межах вілаєту загинуло до 100 тисяч осіб).

## Структура
На початку XX століття вілаєт подразделялся на 6 санджаків: Самсун, Трабзон, Лазистан, Гюмюшхане, Орду та Гіресун.

## Населення
Згідно перепису населення 1908, населення провінції складало 1 587 164 осіб, з яких крім мусульманського населення (турки, лази, курди, черкеси 800 789 осіб складали: греки близько 700 000, вірмени близько 80 000 і ассирійці до 20 000 (за іншими даними число вірмен було вище).

## Економіка
Розвитку набули землеробство та рибна промисловість, а також тваринництво. Тут насамперед вирощували пшеницю (насамперед в Самсунському санджаку), ячмінь, овес, бобові, овочі, фрукти, горіхи. Вілаєт був значним виробником волоського горіху і фундуку. Виловлювали в значних кількостях фоцен, з яких робили масло, а також рибу, яку виловлювали 300 т на рік (на кінець 1860-х років). З 1870-х років знижується вирощування льону, коноплі та рису.
На кінець ХІХ століття нараховувалося 40 тис. биків і корів, 800 тис. овець і кіз, 50 тис. коней та віслюків. Наявність значного порту Трабзон (1885 року переобладнано) сприяло зовнішній торгівлі. У 1863 році проведено залізницю до Ерзурума, а звідти до Персії.
Було виявлено поклади свинцю, міді, заліза, марганцю, вугля, проте їх слабко розробляли через не бажання допускати до їх розробки іноземні компанії.